# Каштан їстівний (пам'ятка природи)
Кашта́н їстівни́й — ботанічна пам'ятка природи місцевого значення в Україні. Розташована в межах міста Мукачево Закарпатської області. 
Площа 0,5 га. Статус надано згідно з рішенням облвиконкому від 18.11.1969 року № 414, ріш. ОВК від 23.02.1984 року № 253. Перебуває у віданні Мукачівської міської ради. 
Статус надано з метою збереження 5 дерев каштана їстівного (Castanea sativa), віком бл. 250 років.